# Marie-Louise-Élisabeth de Lamoignon
Marie-Louise-Élisabeth de Lamavoine, SCSL, vdaná jako hraběnka Molé de Champlâtreux, řeholním jménem matka Saint-Louis (3. října 1763, Paříž – 4. března 1825, Vannes) byla francouzská šlechtična a římskokatolická řeholnice, zakladatelka a členka kongregace Sester lásky ze Saint-Louis. Katolická církev ji uctívá jako blahoslavenou.

## Život

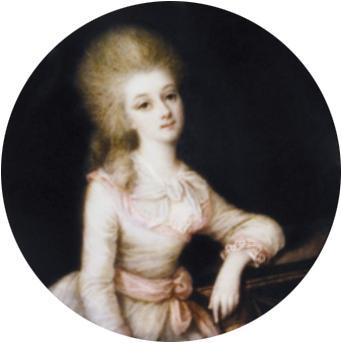
Portrét, zobrazující ji v dětském věku

Narodila se dne 3. října 1763 v Paříži do šlechtické rodiny Lamignonů jako druhé z šesti dětí rodičům Chrétienu-Françoisovi de Lamavoine de Bâville a Marii Elisabeth Berryer. Její otec i oba bratři byli politici. Pokřtěna byla v den svého narození 3. října v místním farním kostele sv. Sulpicia. Roku 1771 přijala své první svaté přijímání. V dětství žila v rodinné rezidenci Château de Tuboeuf v Saint-Michel-Tuboeuf, kde se sblížila se svoji babičkou z matčiny strany, která jí poskytla vzdělání. Byla také ovlivněna jezuitským knězem Louisem Bourdalouem, který byl jejím duchovním vůdcem.
Dne 9. února 1779 se provdala za politika Édouarda Françoise Mathieu Molé (*1760), který pocházel z vážené šlechtické rodiny. Její nový manžel ji podpořil v touze po prostém životě ve službě chudým. Měli pět dětí, z nichž dvě dosáhly dospělosti:
- Louis Mathieu Molé (1781–1855), významný politik v době restaurace monarchie, měl dvě dcery;
- Félicité Molé (1786–?), roku 1802 se provdala za svého strýce Christiana de Lamavoine, bez potomků;
- Její syn Louis Mathieu MoléLouise (1790–1794).

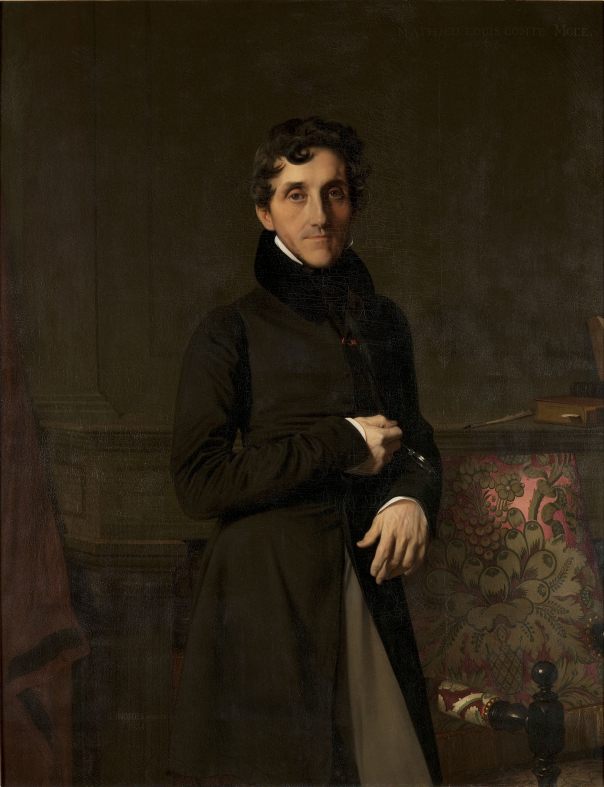
Její syn Louis Mathieu Molé

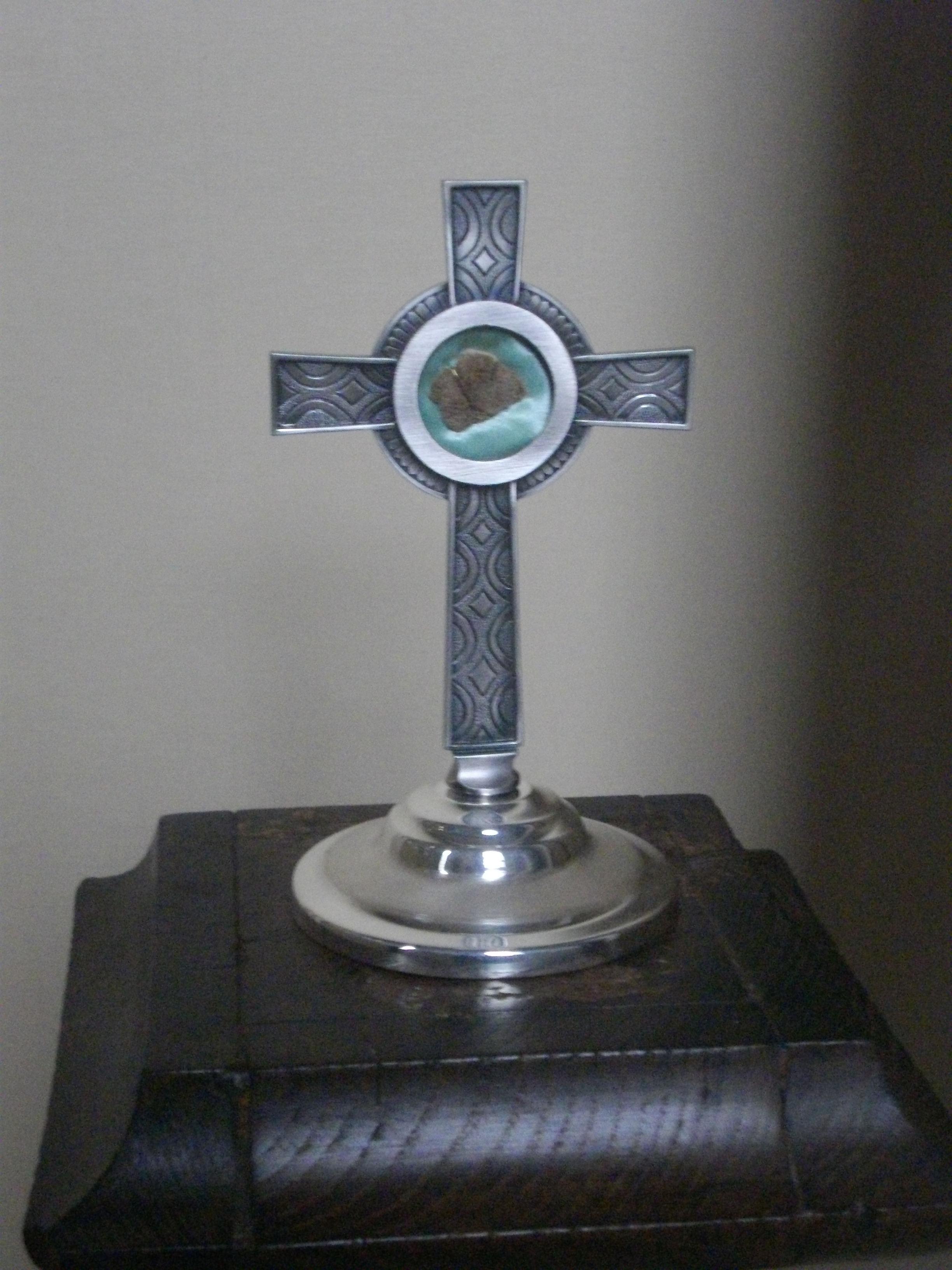
Relikviář s její relikvií v katedrále Saint-Pierre ve Vannes

Roku 1791 se s manželem a dětmi přestěhovala do Bruselu, avšak v lednu 1792 se museli kvůli novému zákonu o přistěhovalectví vrátit zpět do Francie. Během velké francouzské revoluce byl její manžel v letech 1792 a 1793 několikrát zatčen a opětovně propuštěn. Při posledním zatčení byl dne 20. dubna 1794 revolučním tribunálem odsouzen k trestu smrti gilotinou, kdy rozsudek byl vykonán o několik hodin později. Sama však také byla načas vězněna, kdy při manželově posledním zatčení byla uvězněna v paláci Conciergerie v Paříži.
Po smrti manžela byla i přes částečnou paralýzu vystěhována ze svého domova, načež žila se svými dětmi v podkrovním bytě na Rue du Bac v Paříži. V té době jí zemřela dcera Louise.
Její tehdejší duchovní vůdce Antoine Xavier Mayneaud de Pancemont, který se roku 1802 stal biskupem vanneským ji povzbudil k založení nové ženské řeholní kongregace, které zvažovala. S matkou a několika společnicemi se přestěhovala do Vannes, kde začala založení kongregace připravovat.
Kongregaci Sester lásky ze Saint-Louis založila dne 25. května 1803. Kongregace je pojmenována po sv. Ludvíku IX. Francouzském a má za úkol výchovu chudých a opuštěných dívek. Do kongregace složením řeholních slibů sama vstoupila a přijala řeholní jméno Saint-Louis. Stala se také matkou představenou své kongregace. Roku 1804 jí a její kongregaci požehnal při své cestě na korunovaci Napoleona I. papež Pius VII. Kongregace se pod jejím vedením nadále rozrůstala o nové členky a řeholní domy a roku 1816 byla králem Ludvíkem XVIII. schválena.
Zemřela dne 4. března 1825 ve Vannes, kde byly také uloženy její ostatky.

## Úcta
Její beatifikační proces započal dne 7. července 1977, čímž obdržela titul služebnice Boží. Dne 16. ledna 1986 ji papež sv. Jan Pavel II. podepsáním dekretu o jejích hrdinských ctnostech prohlásil za ctihodnou. Dne 19. prosince 2011 byl uznán zázrak na její přímluvu, potřebný pro její blahořečení.
Blahořečena pak byla dne 27. května 2012 ve Vannes. Obřadu předsedal jménem papeže Benedikta XVI. kardinál Angelo Amato.
Její památka je připomínána 4. března. Bývá zobrazována v řeholním oděvu.